# Läkemedelskemi

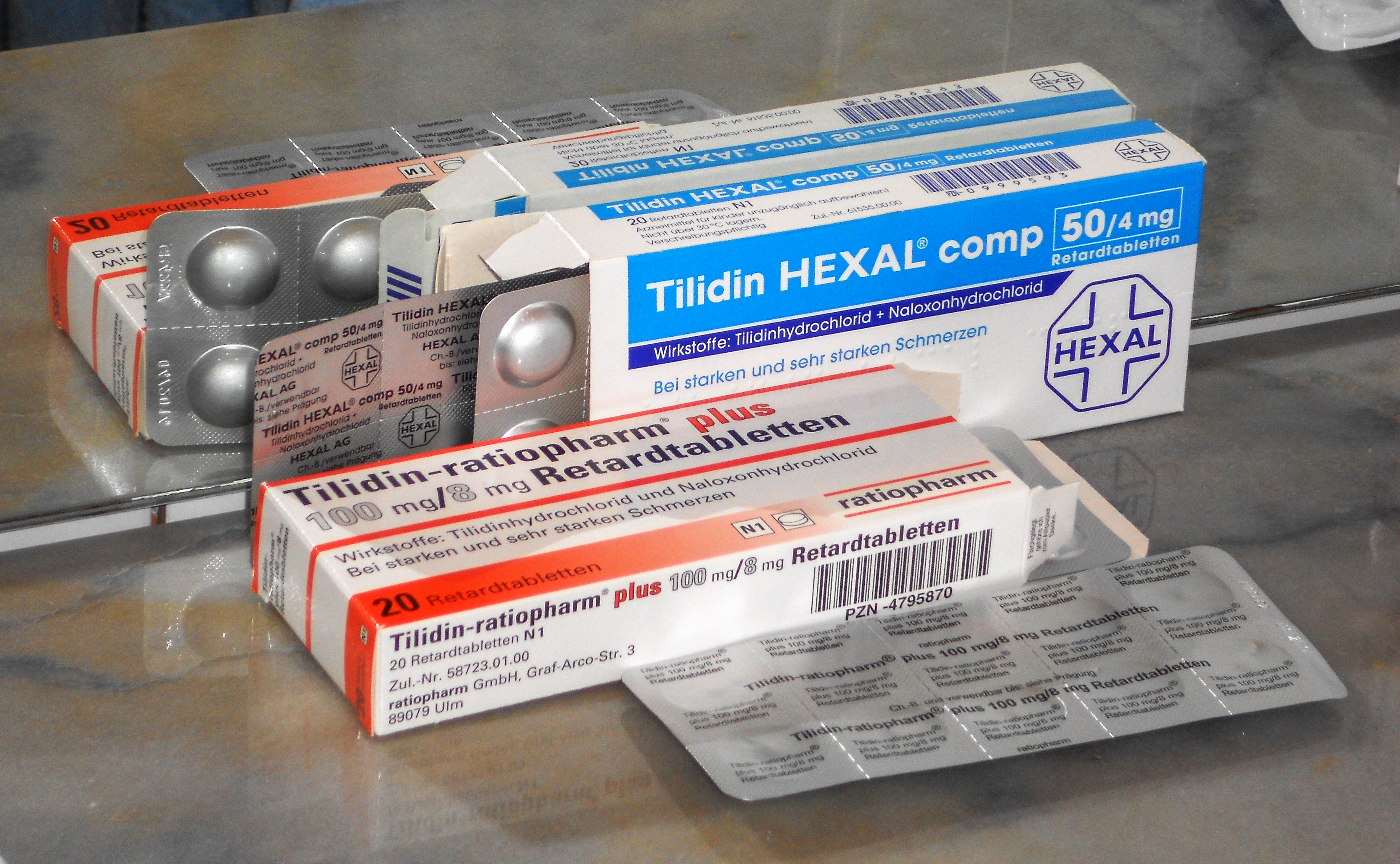
Smärtstillande medlet Tilidin.

Läkemedelskemi är en tvärvetenskaplig disciplin baserad på kemi med biologiska, farmaceutiska och medicinska inslag.
Läkemedelskemi innefattar bland annat upptäckt (”drug discovery”), utformning (”drug design”) och syntes av biologiskt aktiva föreningar, samt kunskap om deras interaktioner på molekylär nivå och deras metabolism.